# Erax macedonicus
Erax macedonicus är en tvåvingeart som först beskrevs av Tsacas 1960.  Erax macedonicus ingår i släktet Erax och familjen rovflugor. Inga underarter finns listade i Catalogue of Life.